# Ларюшинцы
 Ларюшинцы  — деревня в Кирово-Чепецком районе Кировской области в составе Пасеговского сельского поселения.

## География
Расположена на расстоянии примерно 8 км по прямой на юго-запад от центра поселения села Пасегово.

## История
Известна с 1978 года как деревня без постоянного населения. До 1950 года на этом месте существовала деревня Рушмаки 2-е.

## Население
Постоянное население составляло 0 человек в 2002 году, 4 в 2010.